# Magra
Magra (em árabe: مقرة) é uma cidade e comuna localizada na província de M'Sila, Argélia. Segundo o censo de 2008, a população total da cidade era de 39 250 habitantes.